# Jarmila Čihánková
Jarmila Čihánková, także Jarmila Čihánková Semianová, Jarmila Semianová-Čihánková (ur. 26 czerwca 1925 w Roštínie, zm. 14 grudnia 2017 w Trnawie) – czeska malarka, rysowniczka, autorka tapiserii i form przestrzennych tworząca na Słowacji.

## Życiorys
Urodziła się 26 czerwca 1925 roku w Roštínie. Uczęszczała w Bratysławie do szkoły średniej o profilu artystycznym, gdzie uczyła się u Ľudovíta Fulli. W pierwszej połowie lat 40. studiowała rysunek na Słowackim Uniwersytecie Technicznym w Bratysławie u Jána Mudrocha. Po zakończeniu II wojny światowej kontynuowała studia na Wyższej Szkole Rzemiosła Artystycznego w Pradze w pracowniach Jana Baucha i Antonína Pelca, które ukończyła w 1950 roku. Po studiach przeniosła się do Bratysławy, gdzie z początku tworzyła karykatury, grafiki i rysunki polityczne. Na przełomie lat 50. i 60. skupiła się na malarstwie.
Należała do głównych przedstawicieli neokonstruktywizmu na Słowacji oraz do grona najważniejszych artystów tworzących na Słowacji w latach 60. XX wieku. Choć z początku jej malarstwo nawiązywało do kubizmu w duchu twórczości Fernanda Légera, wkrótce zaczęła eksperymentować w nurcie abstrakcji geometrycznej. Jej malarstwo charakteryzowało się wyczuciem rytmu i użyciem żywego koloru w geometrycznych kompozycjach. Te cechy, wraz z prostymi, powtarzającymi się wzorami geometrycznymi jej prac, świadczą o inspiracji ludowym ornamentem. W 1959 roku, wraz z Tamarą Klimovą, Vierą Kraicovą i Oľgą Bartošíkovą, współzałożyła grupę artystyczną Skupina 4, której droga twórcza prowadziła od malarstwa realistycznego do twórczości niefiguratywnej na granicy abstrakcji. W połowie lat 60. zaczęła tworzyć włókninę artystyczną w technice art protis i tradycyjnie tkane tapiserie, wzbogacając to medium o elementy języka sztuki geometrycznej. W latach 1967–1970 należała do grupy artystycznej Klub konkretistov, którą współzałożyła na Słowacji. Wraz z grupą wystawiała w kraju i za granicą, m.in. w Stuttgarcie, Florencji, Wenecji, Amsterdamie, czy Wiedniu. Do jej najważniejszych dzieł należy dziesięcioczęściowa forma przestrzenna Veľká stavebnica, którą zaprezentowała podczas piątej edycji Międzynarodowego Biennale Tkaniny w Lozannie (1971).
Wykładała na bratysławskiej wyższej szkole rzemiosła artystycznego (słow. Škola umeleckého priemyslu) oraz na wydziale scenografii Wyższej Szkoły Sztuk Scenicznych w Bratysławie. Do jej studentów należała Mária Balážová.
Zmarła 14 grudnia 2017 roku w Trnawie.